# Берр-Оук (Мічиган)
Берр-Оук (англ. Burr Oak) — селище (англ. village) в США, в окрузі Сент-Джозеф штату Мічиган. Населення — 753 особи (2020).

## Географія
Берр-Оук розташований за координатами 41°50′50″ пн. ш. 85°19′27″ зх. д. / 41.84722° пн. ш. 85.32417° зх. д. (41.847199, -85.324091).  За даними Бюро перепису населення США в 2010 році селище мало площу 2,60 км², з яких 2,60 км² — суходіл та 0,00 км² — водойми.

## Демографія
Згідно з переписом 2010 року, у селищі мешкало 828 осіб у 285 домогосподарствах у складі 201 родини. Густота населення становила 319 осіб/км².  Було 327 помешкань (126/км²).
Расовий склад населення:
| - 96,0 % — білих - 0,7 % — азіатів - 0,5 % — корінних американців - 0,5 % — чорних або афроамериканців |

До двох чи більше рас належало 1,7 %. Частка іспаномовних становила 3,3 % від усіх жителів.
За віковим діапазоном населення розподілялося таким чином: 29,3 % — особи молодші 18 років, 60,0 % — особи у віці 18—64 років, 10,7 % — особи у віці 65 років та старші. Медіана віку мешканця становила 33,1 року. На 100 осіб жіночої статі у селищі припадало 101,5 чоловіків;  на 100 жінок у віці від 18 років та старших — 94,4 чоловіків також старших 18 років.
Середній дохід на одне домашнє господарство  становив 51 656 доларів США (медіана — 43 068), а середній дохід на одну сім'ю — 55 811 долар (медіана — 45 192). Медіана доходів становила 35 625 доларів для чоловіків та 23 676 доларів для жінок. За межею бідності перебувало 12,4 % осіб, у тому числі 17,7 % дітей у віці до 18 років та 3,0 % осіб у віці 65 років та старших.
Цивільне працевлаштоване населення становило 387 осіб. Основні галузі зайнятості: виробництво — 48,6 %, освіта, охорона здоров'я та соціальна допомога — 10,9 %, науковці, спеціалісти, менеджери — 9,0 %, роздрібна торгівля — 7,5 %.